# Licaria aurea
Licaria aurea là loài thực vật có hoa trong họ Nguyệt quế. Loài này được (Huber) Kosterm. miêu tả khoa học đầu tiên năm 1937.